# Tweede klasse 1906-07 (voetbal België)
Het seizoen 1906/07 van Division 1 (Eerste Afdeeling), de voorloper van de Belgische Tweede Klasse, was het elfde seizoen dat er een competitie onder het hoogste niveau gespeeld werd in België. De competitie werd niet als een nationaal niveau beschouwd. Er was ook geen echte degradatie- of promotieregeling.
De 27 deelnemende ploegen werden ingedeeld volgens vier regionale reeksen "Antwerpen", "Brabant", "Luik" en "Vlaanderen", die Division 2 (Tweede Afdeeling) werden genoemd.  Vijf van deze ploegen kwalificeerden zich voor Division 1. Beerschot AC werd de uiteindelijke winnaar en promoveerde op het einde van het seizoen naar de Ere Afdeling 1907/08.

## Division 2

### Afdeling Antwerpen
|   |   |                           | P | W | G | V | +  | -  | DS  | Ptn |
| - | - | ------------------------- | - | - | - | - | -- | -- | --- | --- |
| Q | 1 | Beerschot AC              | 6 | 5 | 0 | 1 | 57 | 7  | 50  | 10  |
|   | 2 | reserven Antwerp FC       | 6 | 5 | 0 | 1 | 25 | 5  | 20  | 10  |
|   | 3 | Antwerp Football Alliance | 6 | 2 | 0 | 4 | 12 | 52 | -40 | 4   |
|   | 4 | CS Anversois              | 6 | 0 | 0 | 6 | 0  | 30 | -30 | 0   |

P: wedstrijden gespeeld, W: wedstrijden gewonnen, G: gelijke spelen, V: wedstrijden verloren, +: gescoorde doelpunten, -: doelpunten tegen, DS: doelsaldo, Ptn: totaal punten,  Q: gekwalificeerd
Testwedstrijden voor kwalificatie
Aangezien Beerschot AC en het reserve-elftal van Antwerp FC beiden 10 punten haalden werd er een testwedstrijd gespeeld voor de kwalificatie voor Division 1.  Deze werd gewonnen door Beerschot AC.
| Wedstrijd     | Wedstrijd | Wedstrijd           | Uitslag | Opmerking                   |
| ------------- | --------- | ------------------- | ------- | --------------------------- |
| TESTWEDSTRIJD |           |                     |         |                             |
| Beerschot AC  | -         | reserven Antwerp FC | 6 - 5   | Beerschot AC gekwalificeerd |

### Afdeling Brabant
De afdeling Brabant werd opgedeeld in een reeks A en B. De eerste twee ploegen van elke reeks speelden in een eindronde voor twee kwalificatieplaatsen.

#### Reeks A
|   |   |                                      | P  | W  | G | V | +  | -  | DS  | Ptn |
| - | - | ------------------------------------ | -- | -- | - | - | -- | -- | --- | --- |
| E | 1 | reserven Daring Club de Bruxelles    | 10 | 10 | 0 | 0 | 44 | 12 | 32  | 20  |
| E | 2 | Excelsior SC de Bruxelles            | 10 | 8  | 0 | 2 | 50 | 13 | 37  | 16  |
|   | 3 | Athletic & Running Club de Bruxelles | 10 | 5  | 0 | 5 | 34 | 24 | 10  | 10  |
|   | 4 | Scaring FC Ensival                   | 10 | 5  | 0 | 5 | 39 | 33 | 6   | 10  |
|   | 5 | Albert Club de Bruxelles             | 10 | 1  | 0 | 9 | 13 | 50 | -37 | 2   |
|   | 6 | Stade Louvaniste                     | 10 | 1  | 0 | 9 | 5  | 45 | -40 | 2   |

P: wedstrijden gespeeld, W: wedstrijden gewonnen, G: gelijke spelen, V: wedstrijden verloren, +: gescoorde doelpunten, -: doelpunten tegen, DS: doelsaldo, Ptn: totaal punten, E: gekwalificeerd voor eindronde
Opmerking
De bovenstaande eindstand kan niet correct zijn. Het totaal aantal gescoorde doelpunten (185) is niet gelijk aan het totaal aantal doelpunten tegen (177). Toch is de eindstand zoals hierboven de "officiële" eindstand.

#### Reeks B
|   |   |                                   | P | W | G | V | +  | -  | DS  | Ptn |
| - | - | --------------------------------- | - | - | - | - | -- | -- | --- | --- |
| E | 1 | Atheneum VV Stockel               | 8 | 6 | 2 | 0 | 34 | 7  | 27  | 14  |
| E | 2 | Olympia Club de Bruxelles         | 8 | 5 | 2 | 1 | 29 | 13 | 16  | 12  |
|   | 3 | reserven Racing Club de Bruxelles | 8 | 4 | 2 | 2 | 29 | 12 | 17  | 10  |
|   | 4 | reserven Union Saint-Gilloise     | 8 | 2 | 0 | 6 | 10 | 30 | -20 | 4   |
|   | 5 | reserven Léopold Club             | 8 | 0 | 0 | 8 | 0  | 40 | -40 | 0   |

P: wedstrijden gespeeld, W: wedstrijden gewonnen, G: gelijke spelen, V: wedstrijden verloren, +: gescoorde doelpunten, -: doelpunten tegen, DS: doelsaldo, Ptn: totaal punten, E: gekwalificeerd voor eindronde

#### Eindronde
|   |   |                                   | P | W | G | V | +  | -  | DS | Ptn |
| - | - | --------------------------------- | - | - | - | - | -- | -- | -- | --- |
| Q | 1 | Atheneum VV Stockel               | 3 | 3 | 0 | 0 | 12 | 3  | 9  | 6   |
| Q | 2 | Olympia Club de Bruxelles         | 3 | 1 | 1 | 1 | 8  | 8  | 0  | 3   |
|   | 3 | Excelsior SC de Bruxelles         | 3 | 1 | 0 | 2 | 9  | 9  | 0  | 2   |
|   | 4 | reserven Daring Club de Bruxelles | 3 | 0 | 1 | 2 | 5  | 14 | -9 | 1   |

P: wedstrijden gespeeld, W: wedstrijden gewonnen, G: gelijke spelen, V: wedstrijden verloren, +: gescoorde doelpunten, -: doelpunten tegen, DS: doelsaldo, Ptn: totaal punten,  Q: gekwalificeerd

### Afdeling Luik
|   |   |                             | P  | W | G | V | +  | -  | DS  | Ptn |
| - | - | --------------------------- | -- | - | - | - | -- | -- | --- | --- |
| Q | 1 | Standard FC Liégeois        | 10 | 9 | 1 | 0 | 51 | 4  | 47  | 19  |
|   | 2 | SC Theux                    | 10 | 8 | 1 | 1 | 35 | 9  | 26  | 17  |
|   | 3 | FC Bressoux                 | 10 | 4 | 0 | 6 | 19 | 43 | -24 | 8   |
|   | 4 | US Verviétoise              | 9  | 3 | 0 | 6 | 29 | 22 | 7   | 6   |
|   | 5 | Skill FC des Christalleries | 10 | 3 | 0 | 7 | 19 | 46 | -27 | 6   |
|   | 6 | reserven CS Verviétois      | 9  | 1 | 0 | 8 | 8  | 37 | -29 | 2   |

P: wedstrijden gespeeld, W: wedstrijden gewonnen, G: gelijke spelen, V: wedstrijden verloren, +: gescoorde doelpunten, -: doelpunten tegen, DS: doelsaldo, Ptn: totaal punten,  Q: gekwalificeerd

### Afdeling Vlaanderen
|   |   |                      | P | W | G | V | +  | -  | DS  | Ptn |
| - | - | -------------------- | - | - | - | - | -- | -- | --- | --- |
| Q | 1 | AA La Gantoise       | 8 | 7 | 0 | 1 | 50 | 8  | 42  | 14  |
|   | 2 | RC de Gand           | 8 | 7 | 0 | 1 | 34 | 13 | 21  | 14  |
|   | 3 | reserven CS Brugeois | 8 | 3 | 0 | 5 | 16 | 23 | -7  | 6   |
|   | 4 | reserven FC Brugeois | 8 | 3 | 0 | 5 | 13 | 33 | -20 | 6   |
|   | 5 | FC Mouscron          | 8 | 0 | 0 | 8 | 8  | 44 | -36 | 0   |
|   | 6 | SC Meninois          | - | - | - | - | -  | -  | -   | -   |

P: wedstrijden gespeeld, W: wedstrijden gewonnen, G: gelijke spelen, V: wedstrijden verloren, +: gescoorde doelpunten, -: doelpunten tegen, DS: doelsaldo, Ptn: totaal punten,  Q: gekwalificeerd
Opmerking
SC Meninois trok zich terug uit de competitie.
Testwedstrijden voor kwalificatie
Aangezien AA La Gantoise en RC de Gand beiden 14 punten haalden werd er een testwedstrijd gespeeld voor de kwalificatie voor Division 1.  Deze werd gewonnen door AA La Gantoise.
| Wedstrijd      | Wedstrijd | Wedstrijd  | Uitslag | Opmerking                     |
| -------------- | --------- | ---------- | ------- | ----------------------------- |
| TESTWEDSTRIJD  |           |            |         |                               |
| AA La Gantoise | -         | RC de Gand | 4 - 0   | AA La Gantoise gekwalificeerd |

## Division 1
De vijf gekwalificeerde ploegen speelden een competitie onder de naam Division 1.  Beerschot AC won de competitie en promoveerde naar de Ere Afdeling.
|   |   |                           | P | W | G | V | +  | -  | DS  | Ptn |
| - | - | ------------------------- | - | - | - | - | -- | -- | --- | --- |
| K | 1 | Beerschot AC              | 8 | 6 | 0 | 2 | 42 | 21 | 21  | 12  |
|   | 2 | Atheneum VV Stockel       | 8 | 4 | 2 | 2 | 18 | 13 | 5   | 10  |
|   | 3 | AA La Gantoise            | 8 | 4 | 0 | 4 | 22 | 30 | -8  | 8   |
|   | 4 | Standard FC Liégeois      | 8 | 3 | 0 | 5 | 15 | 17 | -2  | 6   |
|   | 5 | Olympia Club de Bruxelles | 8 | 1 | 2 | 5 | 16 | 32 | -16 | 4   |

P: wedstrijden gespeeld, W: wedstrijden gewonnen, G: gelijke spelen, V: wedstrijden verloren, +: gescoorde doelpunten, -: doelpunten tegen, DS: doelsaldo, Ptn: totaal punten
K: kampioen en promotie